# جاش بیور
جاش بیور (انگلیسی: Josh Beaver؛ زادهٔ ۱ مارس ۱۹۹۳) ورزشکار ورزش شنا اهل استرالیا است.
وی در مسابقات کشوری و بین‌المللی در مجموع برندهٔ ۲ مدال نقره و ۲ مدال برنز شده‌است.